# Булгарія забруднююча
Булгарія забруднююча (Bulgaria inquinans) — вид аскомікотових грибів родини булгарієвих (Bulgariaceae).

## Поширення
Вид поширений в Європі та Північній Америці. Присутній у фауні України.

## Опис
Плодові тіла заввишки 1–4 см, діаметром 1,5–4 см, спочатку округлі, замкнуті, пізніше розкриваються, стають чашоподібними або дископодібними. Ніжка завдовжки до 0,5 см. Споровий порошок чорний. Спори темно-коричневі, розміром 12-14 х 6-7 мкм.

## Середовище
Росте з середини вересня до кінця листопада, на повалених стовбурах дерев листяних порід, переважно дубів, осик, буків, горіха.